# دستی بر آتش
دستی بر آتش نام یک مجموعهٔ تلویزیونی ایرانی به کارگردانی «معصومه تقی‌پور» است که در سال ۱۳۷۶ تولید و از شبکه ۱ سیمای جمهوری اسلامی ایران  پخش گردید.

## خلاصه داستان
داستان این مجموعه تلویزیونی درباره «مهدی» خبرنگار بخش اقتصادی یکی از نشریات است که از او می‌خواهند از تخلیه مجروحان جنگی در راه‌آهن، عکس و گزارش تهیه کند و در این میان، اتفاقاتی رخ می‌دهد.

## بازیگران و عوامل تولید

### بازیگران
- ایرج راد
- جمیله شیخی
- تانیا جوهری
- مهدی احمدی
- حمید مهرآرا
- شهره لرستانی
- مریم مقبلی
- فرشید زارعی‌فرد
- بهرام ابراهیمی یزدی
- مهدی منصوری
- محمدرضا فاضلی
- احسان بهرامی‌نژاد
- محمود امیر قاسمی

### عوامل تولید
- کارگردان: معصومه تقی‌پور
- فیلمنامه: انسیه شاه‌حسینی
- تصویربرداران: سعید مهمانچی، داود عبدالحسین‌زاده
- تدوین: مازیار میری
- موسیقی: سعید محمدی مطلق
- تهیه‌کننده: معصومه تقی‌پور
- محصول: شبکه ۱ سیمای جمهوری اسلامی ایران
- سال تولید: ۱۳۷۶